# Tracks - Attraverso il deserto
Tracks - Attraverso il deserto (Tracks) è un film del 2013 diretto da John Curran con protagonista Mia Wasikowska. Il film è tratto dal libro autobiografico Orme (Tracks), che racconta la vera storia di Robyn Davidson, che nel 1977 attraversò il deserto australiano.

## Trama
Nel 1977 Robyn Davidson attraversa il deserto australiano per 2.700 km, partendo da Alice Springs fino ad arrivare all'Oceano Indiano, con la sola compagnia di quattro dromedari ed il suo fedele cane. Seguita saltuariamente dal fotografo Rick Smolan della National Geographic, Robyn affronta un lungo viaggio prevalentemente solitario durante il quale si scontra con avversità sia fisiche che emotive accompagnata da angosciosi ricordi infantili che le danno la forza di superare con la fatica e con la volontà il dolore imposto dal deserto.

## Produzione
Nel 1993 il primo progetto riguardante la storia di Robyn Davidson vide l'attrice Julia Roberts firmare per la parte, ma poi il progetto saltò.
Nel 2012 prende vita il nuovo progetto con la conferma nel mese di maggio di Mia Wasikowska come protagonista. Il budget della pellicola è stato di circa 12 milioni di dollari e le riprese, che si sono svolte completamente in Australia, sono iniziate l'8 ottobre 2012.

## Promozione
Il primo trailer del film viene diffuso il 26 agosto 2013.

## Distribuzione
La pellicola è stata dapprima presentata in concorso alla 70ª edizione della Mostra internazionale d'arte cinematografica di Venezia e successivamente al Toronto International Film Festival ed al London Film Festival. Il film è stato poi distribuito nelle sale cinematografiche italiane dalla BiM Distribuzione a partire dal 24 aprile 2014.

## Accoglienza

### Incassi
A fronte di un budget di 12 milioni di dollari, il film ha incassato circa 5,8 milioni di dollari.

## Riconoscimenti
- 2014 - Gotham Awards
  - Nomination Miglior attrice a Mia Wasikowska
- 2015 - Mostra internazionale d'arte cinematografica di Venezia
  - Nomination Leone d'oro al miglior film a John Curran